# كين سكينر
كين سكينر هو عازف بيانو كندي، ولد في 28 يونيو 1962 في مونتريال في كندا.

## وصلات خارجية
- كين سكينر على موقع ميوزك برينز (الإنجليزية)